# Hylaeus insularum
Hylaeus insularum là một loài Hymenoptera trong họ Colletidae. Loài này được Yasumatsu & Hirashima mô tả khoa học năm 1965.